# عمرو ذو الكلب الهذلي
عمرو ذو الكلب واسمه عمرو بن العجلان بن عامر الكاهلي الهذلي. فارس مغوار من فرسان العرب في الجاهلية. من اهل مكة واحد شعراءها ومن أفتك فرسانها وكان يغير على قبائل مكة وما حولها وحدة ومعظم غاراته على قيس عيلان وبالأخص منهم بني سليم وبني فهم وبني هلال كان يغزوها غزوا متواصلا. وكان من أصحاب عنترة بن شداد. ولقب بذو الكلب لخروجه للغزو وكان معه كلب يصطاد به فقال له أصحابه ذو الكلب فثبتت عليه. وكان من الفرسان الُعشاق وحارب قبيلة عشيقته وقتل منهم مقتله عظيمة.

## نسبه
- عمرو بن العجلان بن عامر بن برد بن عتبه بن منبه من بني كاهل بن لحيان بن هذيل بن مدركة بن الياس بن مضر بن نزار بن معد بن عدنان.[1]

## عشقه
كان عمرو يهوى امرأة من فهم اسمها ام جليحة وكان كثير الزيارة لها والمكوث عندها. وكان هذا سبب بغض فهم لعمرو ذو الكلب مما أدى الى اشتعال الحرب بينه وبينهم وقد قتل من بني فهم اكثر من ثلاث مائة رجل لأجلها.

## خبره مع قومها
نزل عمرو يوم على أرض صيرة وهي بلاد لبني فهم فأمسى بها لزيارة ام جليحة. فأرسل لها أصحابه ليخبروها بمكانه لتأتي اليه فقالت اخبروه أن يأتي فأقبل إليها عمرو ودخل إليها فبات عندها حتى أتى وقت السحر.
فخرج من عندها فمر على عجوز من فهم فبُصرت به وانطلق حتى انكفت في الشعاب التي فيها أصحابه فلما رأت العجوز ذهابه ذهبت الى قومها فقالت ثكلت أمكم قد بات عمرو في داركم فماذا فعل فيها؟ فقالوا لها إنك كاذبه والله إن رأيته قالت بلى والله لقد تخطى طنب بيتي رجلا رجل إنهما لرِجلا عمرو ذو الكلب ولقد قبل ذلك الشعب وليصبحن به فتنادى القوم فأصبحوا قد صنموا الشعب في مثل المسكة فلما طلعت الشمس.
قال عمرو لأصحابه ابرز فأنظر هل ترى من أحد ؟ فبرز أحدهما فنظر الى أشراف الجبال حوله ورأى سيات قد جاءت من أشراف ما حوله فرجع إلى عمرو فقال أرى قُرون الأروى تطالعنا من هذا الأشراف أكثر أروى في الأرض فقال له عمرو إنك والله أحمق ! إنك لا ترى إلا سيات القسى فأمر الأخر ينظر فقال سيات القسى قد سدت والله كل ثغره حوله فأنظر ما انت صانع فقال عمرو خذوا سلاحكم ثم أقبلا الشعب حتى تمرا بالقوم فقولا سلاما فإنهم سيقولون وسلاما لكما ويسالون من أين أتيتم ومن انتما فقولا نحن صاحبا عمرو ذو الكلب وقد أمرنا أن نخرج وأن نخبركم بمكانه في كذا وكذا من ذلك الغار ففعلا فلم يلتفتوا اليهما ويمموه حتى جاءوا من جنوب الغار وهو في غار على ظهر جبل صفوان ليس منه الا سدة واحده فقالوا ومن هذا ؟. قال عمرو قالوا وماذا طلبت ؟ قال حاجة لي فقالوا وما هي ؟ قال أم جليحة قالوا كيف تريد الان؟.
فقال عمرو ذو الكلب «قد قتلت منكم ثلاثمائة رجل وأعتقت منكم ثلاثة وها انتم ذا قعدتم اليوم مني مقعدا فأنظروا ما أمركم».
فقالوا له أوليس فديناك نفسك أي عدو الله ثلاث مرات من الدهر. قال بلى قد فعلتم قالوا اليوم إنا لقاتلوك يا عمرو فقال عمرو أمهلوني حتى أقول خمسين قافية شعرً وارووها عني ففعلوا ذلك . ثم نزل رجل من فهم الى عمرو في الغار فرماه عمرو بسهم أصاب نحر الفهمي فقتله فتجعجع وكان عمرو في قعر الغار من دونه حجر وكل ما رموه بسهم لم يصبه وكل ما نزل رجل من فهم الى الغار رماه عمرو بسهم فيقتله فلم يزالوا هكذا حتى قتل عمرو ذو الكلب من بني فهم تسعة وثلاثون رجلا ثم قالوا كم بقي من اسهمك قال «أربعه مثل أنياب أم جليحه».

## شعره
روى السكري في كتابه قصيده لعمرو يذكر فيها غزواته على بني بجله من بني سليم وبني فهم.
يقول أن بنو سليم وبني فهم قد ابتهلوا في قتله واجتهدوا وحلفوا لئن رأوه ليقتلوه ولم ينجحوا في ذلك.
فأن اثقفتموني أي استطعتم ان تصادفوني فاقتلوني يقولها مستهزئا بهم ويقول وان أثقف منكم يا بنو سليم ويا بنو فهم فسوف أقتله. أغزوكم بفتيان عمارط من هذيل قال ابن حبيب عمارط أي صعاليك. هم ينفون أناس الحلال أي عندما ترونهم تهربون من خوفكم. ثم يقول أقيم نساء بجلة بالنعال أي أقتل رجال بنو بجيلة من سليم فتنوح نساؤهم ويضربن بالنعال وجوههن وصدورهن وهكذا كانوا في الجاهلية.
يذكر الأبيض وهو من أسماء السيوف مشرفي منسوب الى المشارف وانه بمنزله الوشاح منه وذلك لشده استعماله لسيفه وكثره معاركة وغزواته وغاراته.
يقول مهددا لأعدائه الذين هددوه بالقتل بأنه سيغزوهم في وسط بلادهم وسيرونه في أراضيهم وادي صريحة ووادي عورش القريبة من الطائف ومن اشعاره أيضا.

## صيده الذئاب
وكان عمرو من صائدي الذئاب وفي ذلك يقول:
يقول أقسمت وبريت القسم اذا رميت الذئب بالسهم قريب كان او بعيد سأقتله وأخضب بالدم وذلك لأنه كان يقتل الذئاب.

## مقتله على يد نمران
ذكر الحلواني عن أبو سعيد السكري أن عمرو ذو الكلب خرج ليغزوا فهم في ديارهم فبينمها هو في غارته نام ووثب عليه نمران فقتلاه فوجدوا بني فهم سلاحه فأدعوا قتله فقالت اخته جنوب الهذلية ترثيه.
وقالت أيضا ترثيه وتذكر ما وقع له قبل موته من هجوم النمور عليه وهو نائم.
يقال أن قبرة في عقبه شريان جنوب الطائف بالقرب من يلملم عند صخره يقال لها صخرة ذو الكلب عرفت به .